# Lurker
Pour les occurrences dans les jeux-vidéo Resident Evil et Starcraft, voir Lurker (Jeu vidéo).
Dans la culture internet, un lurker, ou consommateur passif, lit les discussions sur un forum Internet, newsgroup, messagerie instantanée ou tout autre espace d'échange mais sans y participer. 

## Étymologie
Le mot vient du verbe anglais to lurk, qui signifie « se tapir ». Le terme est apparu au milieu des années 1980, quand la plupart des gens n'avaient pas accès à Internet et utilisaient plutôt des BBS et des forums comme moyens de communication.

## Historique
Beaucoup de communautés du net conseillent aux nouveaux arrivants de se comporter en lurker les premiers temps, afin de comprendre leur culture propre et pour éviter :
- de publier des messages hors propos ou redondants ;
- de poser des questions figurant dans la FAQ, provoquant des propos inflammatoires.